# 巫近漢
巫近漢（？—？），字碧瞻，福建宁化人，清朝政治人物，同進士出身。
乾隆二年（1737年）登丁巳恩科進士，擔任乐昌县知县。